# Dracs: el regal de la fúria nocturna
Dracs: el regal de la fúria nocturna (títol original en anglès, Gift of the Night Fury) és un curtmetratge estatunidenc d'animació per ordinador de 2011 de DreamWorks Animation i dirigit per Tom Owens. Es va estrenar el 15 de novembre de 2011 en DVD i Blu-ray, juntament amb un altre curtmetratge d'animació original El manual dels dracs. S'ha doblat al català pel canal SX3.
Basat en Com ensinistrar un drac, el curt té lloc enmig de la preparació per a les vacances d'hivern viking. Després que tots els dracs volin inexplicablement, l'últim d'ells segresta sense voler en Singlot. Jay Baruchel, Gerard Butler, Craig Ferguson, America Ferrera, Jonah Hill, T.J. Miller, Kristen Wiig i Christopher Mintz-Plasse reprenen els seus papers de la pel·lícula original.